# Shelly-Ann Fraser-Pryce
Shelly-Ann Fraser-Pryce (* 27. Dezember 1986 in Kingston als Shelly-Ann Fraser) ist eine jamaikanische Sprinterin, die 2008 und 2012 Olympiasiegerin sowie 2009, 2013, 2015, 2019 und 2022 Weltmeisterin im 100-Meter-Lauf wurde.

## Karriere
Im 100-Meter-Lauf der Frauen bei den Olympischen Spielen 2008 in Peking siegte sie mit 10,78 s vor ihren Landsfrauen Kerron Stewart und Sherone Simpson. Im 100-Meter-Lauf der Frauen bei den Weltmeisterschaften in Berlin gewann sie am 17. August 2009 mit 10,73 s. Mit der jamaikanischen Staffel gewann sie im 4-mal-100-Meter-Lauf eine weitere Goldmedaille. 2010 wurde sie jamaikanische Meisterin über 200 Meter.
Im Jahr 2011 erreichte sie bei den Weltmeisterschaften in Daegu das Finale über 100 Meter und belegte dort mit einer Zeit von 10,99 s den vierten Platz. Zusammen mit Kerron Stewart, Sherone Simpson und Veronica Campbell-Brown gewann sie bei diesen Weltmeisterschaften im 4-mal-100-Meter-Staffelwettbewerb mit einer Zeit von 41,70 s die Silbermedaille.
Mit einer Zeit von 10,70 s stellte sie bei den Jamaican Trials 2012 einen Landesrekord über 100 Meter auf.
Bei den Olympischen Spielen 2012 in London gewann sie mit 10,75 s die Goldmedaille über 100 Meter, mit 22,09 s die Silbermedaille über 200 Meter sowie im Finale zusammen mit Veronica Campbell-Brown, Sherone Simpson und Kerron Stewart mit 41,41 s die Silbermedaille in der 4-mal-100-Meter-Staffel. 2012 wurde sie erstmals zu Jamaikas Sportlerin des Jahres gewählt.
2013 krönte sich Fraser-Pryce bei den Weltmeisterschaften in Moskau mit 10,71 s erneut zur Weltmeisterin über 100 Meter sowie über 200 Meter. Im gleichen Jahr wurde sie zur IAAF-Welt-Leichtathletin des Jahres gekürt. Zwei Jahre später bei den Weltmeisterschaften in Peking gelang es Fraser-Pryce zum dritten Mal den 100-Meter-Lauf zu gewinnen, was vor ihr noch keine Athletin geschafft hatte. Sie gewann das Finale in 10,76 s vor der Niederländerin Dafne Schippers (10,81 s). Auch mit der Staffel gewann sie zum dritten Mal den Titel.
2016 qualifizierte sie sich zunächst hinter Elaine Thompson bei den jamaikanischen Meisterschaften für die 100-Meter-Distanz der Olympischen Spiele in Rio de Janeiro. Dort gewann sie in Saisonbestleistung von 10,86 s die Bronzemedaille. Im Staffelwettbewerb holte sie wie schon 2012 in London Silber.
Nach der Geburt ihres Sohnes Zyon im August 2017 – infolge der Schwangerschaft hatte sie 2017 keine Wettkämpfe bestritten – gab sie am 5. Mai 2018 ihr Comeback bei einem Meeting in Kingston, wo sie 11,52 s lief. Im Laufe der Saison startete sie ausschließlich über 100 Meter, wobei sie sich kontinuierlich steigerte und nach einem zweiten Platz bei den jamaikanischen Meisterschaften am 21. Juli beim Diamond-League-Meeting in London erstmals seit ihrer Pause mit 10,98 s wieder unter 11 Sekunden blieb.
2019 gewann sie wie schon fünf Jahre zuvor bei den IAAF World Relays Bronze im nichtolympischen 4-mal-200-Meter-Staffelwettbewerb. Bei den nationalen Meisterschaften im Juni lief sie mit 10,73 s ihre schnellste Zeit seit 2013 und wurde Zweite hinter Elaine Thompson. Mit Siegen bei den Diamond-League-Meetings in Lausanne (10,74 s) und London (10,78 s) bestätigte sie ihre gute Form. Über 200 Meter gewann sie bei den Panamerikanischen Spielen 2019 in Lima mit 22,43 s die Goldmedaille.
Bei den Weltmeisterschaften in Doha 2019 siegte sie in 10,71 s und gewann ihre vierte Goldmedaille bei Weltmeisterschaften im 100-Meter-Lauf.
2021 steigerte Fraser-Pryce ihre persönliche Bestzeit über die 100 Meter auf 10,63 s. Damit reihte sie sich hinter Florence Griffith-Joyner auf Platz 2 in der ewigen Weltbestenliste ein. Bei den jamaikanischen Meisterschaften sicherte sie sich mit einem Doppelsieg über 100 und 200 Meter die Teilnahme an den wegen der COVID-19-Pandemie verschobenen Olympischen Spielen in Tokio, wobei sie über die halbe Stadionrunde ihre neun Jahre alte Bestleistung um drei Zehntelsekunden auf 21,79 s verbesserte.
Bei den Olympischen Spielen 2020 in Tokio holte sie die Silbermedaille über die 100-Meter-Strecke neben ihren Landsfrauen Elaine Thompson-Herah mit olympischem Rekord von 10,61 s und Shericka Jackson mit persönlicher Bestleistung von 10,76 s, was den sogenannten Sweep (Dreifacherfolg) für Jamaika in Tokio bedeutete. Das Finale der 100 Meter in Tokio lief sie in 10,74 s.
Im Staffelwettbewerb gewann sie mit dem jamaikanischen Team die Goldmedaille mit Landesrekord von 41,02 s. Während der Eröffnungsfeier war sie, gemeinsam mit dem Boxer Ricardo Brown, die Fahnenträgerin ihrer Nation. Bei den Weltmeisterschaften 2023 in Budapest erlief sie die Bronzemedaille im 100-Meter-Lauf.
Im Juni 2025 gab Fraser-Pryce bekannt, ihre aktive Karriere zum Saisonende 2025 beenden zu wollen.

### Dopingsperre
Nach einem Meeting am 23. Mai 2010 in Shanghai wurde sie positiv auf das verbotene Schmerzmittel Oxycodon getestet, welches zu den Dopingsubstanzen zählt. Fraser begründete die Einnahme mit starken Zahnschmerzen. Der Leichtathletikweltverband IAAF belegte sie mit einer sechsmonatigen Wettkampfsperre und folgte damit einem Antrag des jamaikanischen Leichtathletikverbands JAAA. Dieser hatte sich für eine Reduzierung der sonst üblichen zweijährigen Sperre ausgesprochen, da die Umstände des Vorfalls nicht von der Athletin zu verantworten seien. Frasers Sperre endete am 7. Januar 2011.

## Privates
Am 7. Januar 2011 heiratete sie Jason Pryce. Seit 2017 haben die beiden einen gemeinsamen Sohn.

## Persönliche Bestzeiten
- 100 m: 10,60 s (+1,7 m/s), 26. August 2021, Lausanne
- 200 m: 21,79 s, 27. Juni 2021, Kingston

## Auszeichnungen und Preise (Auswahl)
- Weltsportlerin des Jahres (Laureus World Sports Awards): 2023[13]